# 라체부르크

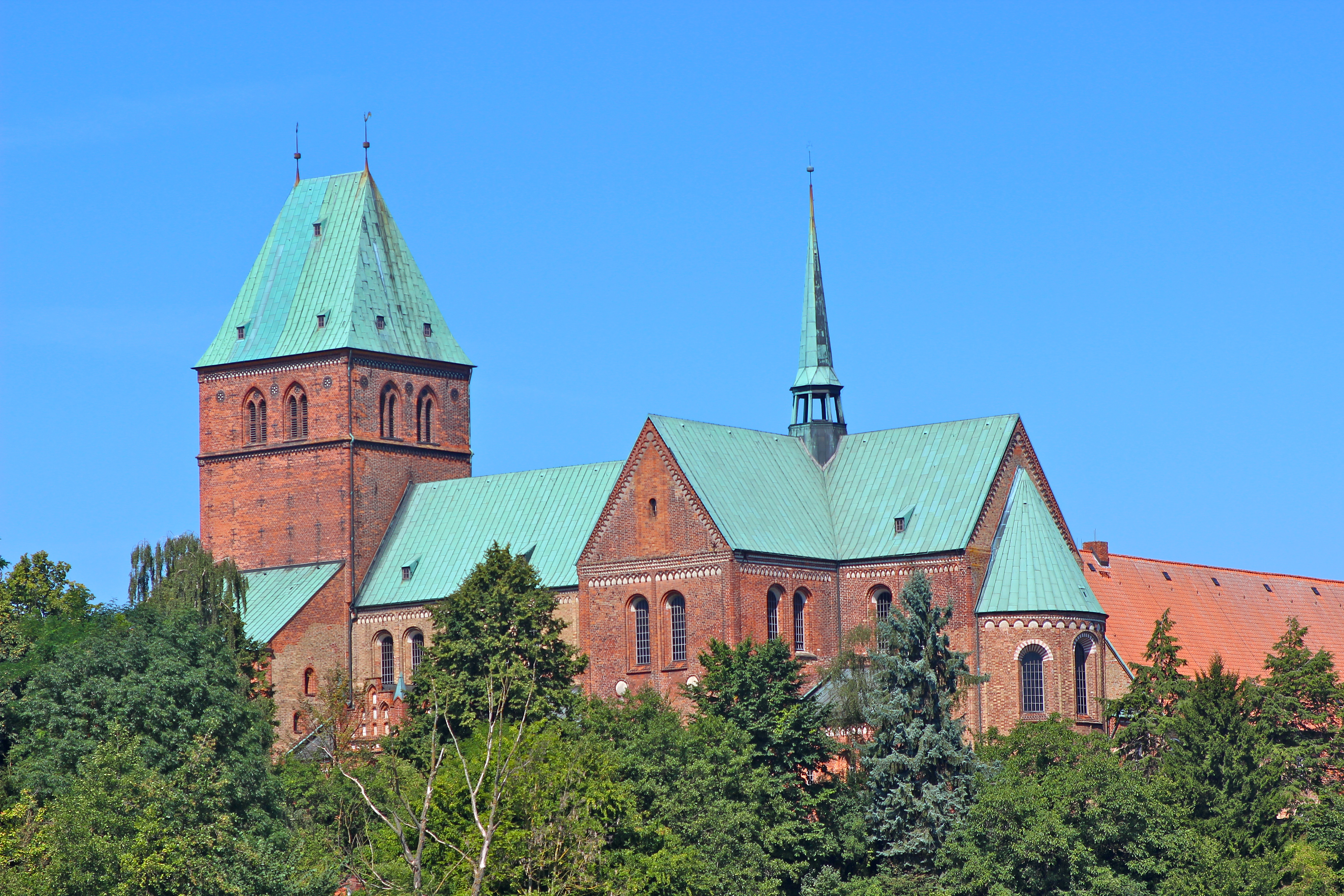
라체부르크 성당

라체부르크(독일어: Ratzeburg)는 독일 슐레스비히홀슈타인주에 위치한 도시이다. 면적은 30.29km2, 높이는 36m, 인구는 14,528명(2016년 12월 31일 기준), 인구 밀도는 480명/km2이다. 도시 전체가 4개의 호수에 둘러싸여 있기 때문에 호수 사이에 위치한 해협을 통해 접근할 수 있다.

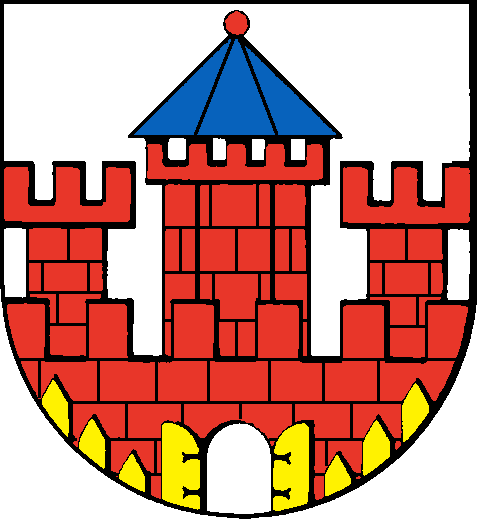
시 문장

## 역사
11세기에 마을이 형성되었으며 1044년에는 기독교가 전파되었다. 1066년에는 이교 신자들이 일으킨 반란으로 인해 파괴되었고 1143년에는 작센 공국의 하인리히 사자공이 도시의 지배자가 되면서 점차 재건되었다. 1154년에 주교구가 설치되면서 로마네스크 건축 양식을 띤 성당이 건립되었다.
1180년에는 주교후가 관할하는 감독 관구가 설치되었으며 1296년에는 작센라우엔부르크 공국이 작센 공국에서 독립했다. 1554년에는 종교 개혁의 일환에 따라 루터교로 개종했다. 나폴레옹 전쟁 시기에는 프랑스의 지배를 받았지만 1815년에 열린 빈 회의에 따라 덴마크와의 동군연합 관계를 수립하게 된다.
1864년 덴마크가 제2차 슐레스비히 전쟁에서 패전하면서 작센라우엔부르크 공국은 프로이센과의 동군연합 관계를 수립했고 1876년 7월 1일에는 프로이센 왕국 슐레스비히홀슈타인 주에 편입되었다.